# Cúp Liên đoàn các châu lục
Cúp Liên đoàn các châu lục (tiếng Anh: FIFA Confederations Cup, còn gọi đơn giản là Confed Cup) là một giải bóng đá cũ của FIFA, giữa các đội tuyển bóng đá quốc gia vô địch các châu lục như: UEFA, AFC, CONMEBOL, CONCACAF, CAF và OFC cùng nhà đương kim vô địch thế giới. Giải đã từng được tổ chức 4 năm một lần từ năm 1992 cho đến khi bãi bỏ vào ngày 15 tháng 3 năm 2019. Ban đầu, giải mang tên Cúp Nhà vua Fahd. Từ lần tổ chức thứ ba, giải được FIFA công nhận là một giải chính thức và mang tên Cúp Liên đoàn các châu lục. Đội cuối cùng vô địch giải này là Đức sau khi họ vượt qua Chile với tỷ số 1–0 và Brasil là đội vô địch giải nhiều nhất với 4 lần vô địch.

## Lịch sử hình thành

### Các giải đấu từ 1992 đến 2017
Được khởi xướng vào năm 1992, Cúp Liên đoàn các châu lục sớm trở thành giải đấu chính thức của FIFA với sự tham dự của 8 đội tuyển gồm: 6 đội tuyển vô địch các khu vực CAF (LĐBĐ châu Phi), CONMEBOL (Nam Mỹ), UEFA (châu Âu), AFC (châu Á), OFC (châu Đại Dương) và CONCACAF (Bắc Trung Mỹ và Caribe), đội vô địch World Cup gần nhất và đội tuyển chủ nhà.
Năm 1992, Ả Rập Xê Út lần đầu tiên tổ chức một giải đấu mang tên Cúp Nhà vua Fahd với sự góp mặt của đội tuyển chủ nhà và một vài đội tuyển vô địch châu lục. Sau thành công vào năm 1992 và 1995 của giải đấu, đến năm 1997, FIFA quyết định chính thức hóa giải đấu này, lấy tên Cúp Liên đoàn các châu lục và tổ chức hai năm một lần.
Với cơ chế nếu đội tuyển vô địch World Cup đồng thời là nhà vô địch châu lục (hoặc là nước đăng cai), FIFA cho phép đội Á quân sẽ được tham dự nhằm đảm bảo giải đấu luôn có sự góp mặt của 8 đội tuyển. Tuy nhiên, với nhiều lý do khác nhau (đặc biệt do lịch thi đấu dày đặc tại châu Âu) nên có 3 lần, các đội tuyển từ chối tham dự giải đấu. Năm 1997, Đức - nhà vô địch Euro 1996 - đã từ chối tham gia và FIFA buộc phải cử Cộng hòa Séc với tư cách Á quân thay thế. Năm 1999, đội tuyển vô địch World Cup Pháp cũng từ chối và nhường suất dự Cúp Liên đoàn các châu lục cho á quân là Brasil. Đến năm 2003, Đức lại từ chối tham dự với tư cách á quân World Cup 2002 nên FIFA bất đắc dĩ phải để đội xếp thứ ba Thổ Nhĩ Kỳ tham dự.
Trước bất cập này, nhằm biến Cúp Liên đoàn các châu lục trở nên có chất lượng và hút khán giả hơn, kể từ năm 2005, FIFA quyết định giải đấu diễn ra 4 năm một lần trước năm diễn ra World Cup và đội chủ nhà sẽ là quốc gia đăng cai World Cup một năm sau đó như một bước tổng duyệt cho World Cup. Ngoài ra, một nửa số sân vận động dự kiến tổ chức World Cup sẽ được sử dụng nhằm kiểm tra tiến độ của nước đăng cai.

### Giải đấu năm 2021 và quyết định hủy bỏ giải
Giải đấu năm 2021 được dự định tổ chức ở Qatar, nước chủ nhà của Giải vô địch bóng đá thế giới 2022. Tuy nhiên, các quan ngại đã được đưa ra về thời tiết mùa hè ở Qatar (nguyên nhân khiến World Cup 2022 phải tổ chức vào mùa đông).
Vào ngày 25 tháng 2 năm 2015, FIFA thông báo sẽ chuyển Confederations Cup 2021 tới một quốc gia khác thuộc Liên đoàn bóng đá châu Á, để giải vẫn tổ chức vào mùa hè năm 2021 như truyền thống mà không ảnh hưởng tới các giải vô địch quốc gia. Bù lại, FIFA đã tổ chức FIFA Arab Cup và FIFA World Championship tại Qatar vào mùa đông năm 2021 và tháng 2-3 năm 2022 nhằm chuẩn bị cho World Cup 2022.
Vào tháng 10 năm 2017, FIFA lên kế hoạch hủy bỏ Confederations Cup. Vào ngày 15 tháng 3 năm 2019, FIFA thông báo Confederations Cup đã chính thức bị khai tử, thay vào đó, FIFA Arab Cup 2021 và FIFA World Championship 2022 đã được tổ chức.
Kể từ World Cup 2026, FIFA Club World Cup sẽ được chọn làm giải đấu chuẩn bị cho FIFA World Cup, và được tổ chức tại nước chủ nhà FIFA World Cup của năm kế tiếp.

## Kết quả

### Cúp Nhà Vua Fahd
| Năm           | Đăng cai    |             | Chung kết | Chung kết     | Chung kết |                        | Tranh hạng ba | Tranh hạng ba | Tranh hạng ba |
| Năm           | Đăng cai    | Vô địch     | Tỷ số     | Hạng nhì      | Hạng ba   | Tỷ số                  | Hạng tư       |               |               |
| 1992 Chi tiết | Ả Rập Xê Út | · Argentina | 3–1       | · Ả Rập Xê Út | · Hoa Kỳ  | 5–2                    | · Bờ Biển Ngà |               |               |
| 1995 Chi tiết | Ả Rập Xê Út | · Đan Mạch  | 2–0       | · Argentina   | · México  | 1–1 (h.p.) (5–4) (11m) | · Nigeria     |               |               |

### Cúp Liên đoàn các châu lục
| Năm           | Đăng cai            |          | Chung kết | Chung kết     | Chung kết      |               | Tranh hạng ba | Tranh hạng ba | Tranh hạng ba |
| Năm           | Đăng cai            | Vô địch  | Tỷ số     | Hạng nhì      | Hạng ba        | Tỷ số         | Hạng tư       |               |               |
| 1997 Chi tiết | Ả Rập Xê Út         | · Brasil | 6–0       | · Úc          | · Cộng hòa Séc | 1–0           | · Uruguay     |               |               |
| 1999 Chi tiết | México              | · México | 4–3       | · Brasil      | · Hoa Kỳ       | 2–0           | · Ả Rập Xê Út |               |               |
| 2001 Chi tiết | Nhật Bản · Hàn Quốc | · Pháp   | 1–0       | · Nhật Bản    | · Úc           | 1–0           | · Brasil      |               |               |
| 2003 Chi tiết | Pháp                | · Pháp   | 1–0 (h.p) | · Cameroon    | · Thổ Nhĩ Kỳ   | 2–1           | · Colombia    |               |               |
| 2005 Chi tiết | Đức                 | · Brasil | 4–1       | · Argentina   | · Đức          | 4–3 (s.h.p.)  | · México      |               |               |
| 2009 Chi tiết | Nam Phi             | · Brasil | 3–2       | · Hoa Kỳ      | · Tây Ban Nha  | 3–2 (s.h.p.)  | · Nam Phi     |               |               |
| 2013 Chi tiết | Brasil              | · Brasil | 3–0       | · Tây Ban Nha | · Ý            | 2–2 (3–2) (p) | · Uruguay     |               |               |
| 2017 Chi tiết | Nga                 | · Đức    | 1–0       | · Chile       | · Bồ Đào Nha   | 2–1 (s.h.p.)  | · México      |               |               |

### Các đội lọt vào tốp bốn
| Đội tuyển    | Vô địch                     | Á quân         | Hạng ba        | Hạng tư        |
| ------------ | --------------------------- | -------------- | -------------- | -------------- |
| Brasil       | 4 (1997, 2005, 2009, 2013*) | 1 (1999)       | –              | 1 (2001)       |
| Pháp         | 2 (2001, 2003*)             | –              | –              | –              |
| Argentina    | 1 (1992)                    | 2 (1995, 2005) | –              | –              |
| México       | 1 (1999*)                   | –              | 1 (1995)       | 2 (2005, 2017) |
| Đức          | 1 (2017)                    | –              | 1 (2005*)      | –              |
| Đan Mạch     | 1 (1995)                    | –              | –              | –              |
| Hoa Kỳ       | –                           | 1 (2009)       | 2 (1992, 1999) | –              |
| Úc           | –                           | 1 (1997)       | 1 (2001)       | –              |
| Tây Ban Nha  | –                           | 1 (2013)       | 1 (2009)       | –              |
| Ả Rập Xê Út  | –                           | 1 (1992*)      | –              | 1 (1999)       |
| Nhật Bản     | –                           | 1 (2001*)      | –              | –              |
| Cameroon     | –                           | 1 (2003)       | –              | –              |
| Chile        | –                           | 1 (2017)       | –              | –              |
| Cộng hòa Séc | –                           | –              | 1 (1997)       | –              |
| Thổ Nhĩ Kỳ   | –                           | –              | 1 (2003)       | –              |
| Ý            | –                           | –              | 1 (2013)       | –              |
| Bồ Đào Nha   | –                           | –              | 1 (2017)       | –              |
| Uruguay      | –                           | –              | –              | 2 (1997, 2013) |
| Bờ Biển Ngà  | –                           | –              | –              | 1 (1992)       |
| Nigeria      | –                           | –              | –              | 1 (1995)       |
| Colombia     | –                           | –              | –              | 1 (2003)       |
| Nam Phi      | –                           | –              | –              | 1 (2009*)      |

*: Chủ nhà

### Kết quả của các nước chủ nhà
| Năm  | Nước đăng cai | Chung kết |
| ---- | ------------- | --------- |
| 1992 | Ả Rập Xê Út   | Á quân    |
| 1995 | Ả Rập Xê Út   | Vòng bảng |
| 1997 | Ả Rập Xê Út   | Vòng bảng |
| 1999 | México        | Vô địch   |
| 2001 | Hàn Quốc      | Vòng bảng |
| 2001 | Nhật Bản      | Á quân    |
| 2003 | Pháp          | Vô địch   |
| 2005 | Đức           | Hạng ba   |
| 2009 | Nam Phi       | Hạng tư   |
| 2013 | Brasil        | Vô địch   |
| 2017 | Nga           | Vòng bảng |

### Kết quả của đương kim vô địch
| Năm  | Đương kim vô địch | Chung kết     |
| ---- | ----------------- | ------------- |
| 1995 | Argentina         | Á quân        |
| 1997 | Đan Mạch          | Không tham dự |
| 1999 | Brasil            | Á quân        |
| 2001 | México            | Vòng bảng     |
| 2003 | Pháp              | Vô địch       |
| 2005 | Pháp              | Không tham dự |
| 2009 | Brasil            | Vô địch       |
| 2013 | Brasil            | Vô địch       |
| 2017 | Brasil            | Không tham dự |

## Giải thưởng

### Vua phá lưới
| Năm  | Cầu thủ           | Số bàn thắng |
| ---- | ----------------- | ------------ |
| 1992 | Gabriel Batistuta | 2            |
| 1992 | Bruce Murray      | 2            |
| 1995 | Luis García       | 3            |
| 1997 | Romário           | 7            |
| 1999 | Ronaldinho        | 6            |
| 1999 | Cuauhtémoc Blanco | 6            |
| 1999 | Marzouk Al-Otaibi | 6            |
| 2001 | Shaun Murphy      | 2            |
| 2001 | Éric Carrière     | 2            |
| 2001 | Robert Pirès      | 2            |
| 2001 | Patrick Vieira    | 2            |
| 2001 | Sylvain Wiltord   | 2            |
| 2001 | Suzuki Takayuki   | 2            |
| 2001 | Hwang Sun-Hong    | 2            |
| 2003 | Thierry Henry     | 4            |
| 2005 | Adriano           | 5            |
| 2009 | Luís Fabiano      | 5            |
| 2013 | Fred              | 5            |
| 2013 | Fernando Torres   | 5            |
| 2017 | Leon Goretzka     | 3            |
| 2017 | Lars Stindl       | 3            |
| 2017 | Timo Werner       | 3            |

### Cầu thủ xuất sắc nhất giải
| Năm  | Cầu thủ        |
| ---- | -------------- |
| 1997 | Denílson       |
| 1999 | Ronaldinho     |
| 2001 | Robert Pirès   |
| 2003 | Thierry Henry  |
| 2005 | Adriano        |
| 2009 | Kaká           |
| 2013 | Neymar         |
| 2017 | Julian Draxler |

### Găng tay vàng
| Năm  | Cầu thủ         |
| ---- | --------------- |
| 2005 | Oswaldo Sánchez |
| 2009 | Tim Howard      |
| 2013 | Júlio César     |
| 2017 | Claudio Bravo   |

### Đội đoạt giải phong cách
| Năm  | Đội đoạt giải phong cách |
| ---- | ------------------------ |
| 1997 | Nam Phi                  |
| 1999 | New Zealand, Brasil      |
| 2001 | Nhật Bản                 |
| 2003 | Nhật Bản                 |
| 2005 | Hy Lạp                   |
| 2009 | Brasil                   |
| 2013 | Tây Ban Nha              |
| 2017 | Đức                      |

## Các đội tham dự giải
| Đội tuyển    | 1992 | 1995 | 1997 | 1999 | 2001 | 2003 | 2005 | 2009 | 2013 | 2017 | Tổng cộng |
| ------------ | ---- | ---- | ---- | ---- | ---- | ---- | ---- | ---- | ---- | ---- | --------- |
| Argentina    | H1   | H2   | –    | –    | –    | –    | H2   | –    | –    | –    | 3         |
| Úc           | –    | –    | H2   | –    | H3   | –    | VB   | –    | –    | VB   | 4         |
| Bolivia      | –    | –    | –    | VB   | –    | –    | –    | –    | –    | –    | 1         |
| Brasil       | –    | –    | H1   | H2   | H4   | VB   | H1   | H1   | H1   | –    | 7         |
| Cameroon     | –    | –    | –    | –    | VB   | H2   | –    | –    | –    | VB   | 3         |
| Canada       | –    | –    | –    | –    | VB   | –    | –    | –    | –    | –    | 1         |
| Chile        | –    | –    | –    | –    | –    | –    | –    | –    | –    | H2   | 1         |
| Colombia     | –    | –    | –    | –    | –    | H4   | –    | –    | –    | –    | 1         |
| Cộng hòa Séc | –    | –    | H3   | –    | –    | –    | –    | –    | –    | –    | 1         |
| Đan Mạch     | –    | H1   | –    | –    | –    | –    | –    | –    | –    | –    | 1         |
| Ai Cập       | –    | –    | –    | VB   | –    | –    | –    | VB   | –    | –    | 2         |
| Pháp         | –    | –    | –    | –    | H1   | H1   | –    | –    | –    | –    | 2         |
| Đức          | –    | –    | –    | VB   | –    | –    | H3   | –    | –    | H1   | 3         |
| Hy Lạp       | –    | –    | –    | –    | –    | –    | VB   | –    | –    | –    | 1         |
| Iraq         | –    | –    | –    | –    | –    | –    | –    | VB   | –    | –    | 1         |
| Ý            | –    | –    | –    | –    | –    | –    | –    | VB   | H3   | –    | 2         |
| Bờ Biển Ngà  | H4   | –    | –    | –    | –    | –    | –    | –    | –    | –    | 1         |
| Nhật Bản     | –    | VB   | –    | –    | H2   | VB   | VB   | –    | VB   | –    | 5         |
| México       | –    | H3   | VB   | H1   | VB   | –    | H4   | –    | VB   | H4   | 7         |
| New Zealand  | –    | –    | –    | VB   | –    | VB   | –    | VB   | –    | VB   | 4         |
| Nigeria      | –    | H4   | –    | –    | –    | –    | –    | –    | VB   | –    | 2         |
| Bồ Đào Nha   | –    | –    | –    | –    | –    | –    | –    | –    | –    | H3   | 1         |
| Nga          | –    | –    | –    | –    | –    | –    | –    | –    | –    | VB   | 1         |
| Ả Rập Xê Út  | H2   | VB   | VB   | H4   | –    | –    | –    | –    | –    | –    | 4         |
| Nam Phi      | –    | –    | VB   | –    | –    | –    | –    | H4   | –    | –    | 2         |
| Hàn Quốc     | –    | –    | –    | –    | VB   | –    | –    | –    | –    | –    | 1         |
| Tây Ban Nha  | –    | –    | –    | –    | –    | –    | –    | H3   | H2   | –    | 2         |
| Tahiti       | –    | –    | –    | –    | –    | –    | –    | –    | VB   | –    | 1         |
| Tunisia      | –    | –    | –    | –    | –    | –    | VB   | –    | –    | –    | 1         |
| Thổ Nhĩ Kỳ   | –    | –    | –    | –    | –    | H3   | –    | –    | –    | –    | 1         |
| UAE          | –    | –    | VB   | –    | –    | –    | –    | –    | –    | –    | 1         |
| Hoa Kỳ       | H3   | –    | –    | H3   | –    | VB   | –    | H2   | –    | –    | 4         |
| Uruguay      | –    | –    | H4   | –    | –    | –    | –    | –    | H4   | –    | 2         |

VB: Vòng bảng.

Q: Đã vượt qua vòng loại của giải đấu sắp tới.

?: Đội có thể vượt qua vòng loại giải đấu cấp châu lục.

## Xếp hạng theo số trận thắng
Tính đến ngày 02/07/2017
| Chú thích              |
| ---------------------- |
| Đội vô địch Confed Cup |

| Đội tuyển    | Số trận | Thắng | Hòa | Thua | Bàn thắng | Bàn thua | Hiệu số | Điểm |
| ------------ | ------- | ----- | --- | ---- | --------- | -------- | ------- | ---- |
| Brasil       | 33      | 23    | 5   | 5    | 76        | 28       | +48     | 77   |
| México       | 27      | 11    | 6   | 10   | 44        | 43       | +1      | 39   |
| Pháp         | 10      | 9     | 0   | 1    | 24        | 5        | +19     | 27   |
| Đức          | 13      | 8     | 2   | 3    | 29        | 22       | +7      | 26   |
| Tây Ban Nha  | 10      | 7     | 1   | 2    | 26        | 8        | +18     | 22   |
| Argentina    | 10      | 5     | 3   | 2    | 22        | 14       | +8      | 18   |
| Úc           | 16      | 5     | 3   | 8    | 17        | 25       | −8      | 18   |
| Nhật Bản     | 16      | 5     | 2   | 9    | 19        | 25       | −6      | 17   |
| Uruguay      | 10      | 5     | 1   | 4    | 22        | 13       | +9      | 16   |
| Cameroon     | 11      | 4     | 2   | 5    | 7         | 11       | −4      | 14   |
| Hoa Kỳ       | 12      | 4     | 1   | 7    | 15        | 17       | −2      | 13   |
| Bồ Đào Nha   | 5       | 3     | 2   | 0    | 9         | 3        | +6      | 11   |
| Ý            | 8       | 3     | 2   | 3    | 13        | 15       | −2      | 11   |
| Ả Rập Xê Út  | 12      | 3     | 1   | 8    | 13        | 31       | −18     | 10   |
| Nigeria      | 6       | 2     | 2   | 2    | 11        | 7        | +4      | 8    |
| Đan Mạch     | 3       | 2     | 1   | 0    | 5         | 1        | +4      | 7    |
| Cộng hòa Séc | 5       | 2     | 1   | 2    | 10        | 7        | +3      | 7    |
| Thổ Nhĩ Kỳ   | 5       | 2     | 1   | 2    | 8         | 8        | 0       | 7    |
| Nam Phi      | 7       | 1     | 2   | 4    | 9         | 12       | −3      | 7    |
| Chile        | 5       | 1     | 3   | 1    | 4         | 3        | +1      | 6    |
| Colombia     | 5       | 2     | 0   | 3    | 5         | 5        | 0       | 6    |
| Hàn Quốc     | 3       | 2     | 0   | 1    | 3         | 6        | −3      | 6    |
| Ai Cập       | 6       | 1     | 2   | 3    | 8         | 17       | −9      | 5    |
| Nga          | 3       | 1     | 0   | 2    | 3         | 3        | 0       | 3    |
| Tunisia      | 3       | 1     | 0   | 2    | 3         | 5        | −2      | 3    |
| UAE          | 3       | 1     | 0   | 2    | 2         | 8        | −6      | 3    |
| Bolivia      | 3       | 0     | 2   | 1    | 2         | 3        | −1      | 2    |
| Iraq         | 3       | 0     | 2   | 1    | 0         | 1        | −1      | 2    |
| Hy Lạp       | 3       | 0     | 1   | 2    | 0         | 4        | −4      | 1    |
| Canada       | 3       | 0     | 1   | 2    | 0         | 5        | −5      | 1    |
| New Zealand  | 12      | 0     | 1   | 11   | 3         | 32       | −29     | 1    |
| Bờ Biển Ngà  | 2       | 0     | 0   | 2    | 2         | 9        | −7      | 0    |
| Tahiti       | 3       | 0     | 0   | 3    | 1         | 24       | −23     | 0    |

## Các huấn luyện viên vô địch
| Năm  | Huấn luyện viên         | Vô địch   |
| ---- | ----------------------- | --------- |
| 1992 | Alfio Basile            | Argentina |
| 1995 | Richard Møller Nielsen  | Đan Mạch  |
| 1997 | Mário Zagallo           | Brasil    |
| 1999 | Manuel Lapuente         | México    |
| 2001 | Roger Lemerre           | Pháp      |
| 2003 | Jacques Santini         | Pháp      |
| 2005 | Carlos Alberto Parreira | Brasil    |
| 2009 | Dunga                   | Brasil    |
| 2013 | Luiz Felipe Scolari     | Brasil    |
| 2017 | Joachim Löw             | Đức       |